# Karin Björk
Karin Kristina Björk, tidigare Falk, född 18 mars 1961 i Längbro, Örebro län, är en svensk präst.

## Biografi
Karin Björk föddes 1961 i Längbro. Hon blev 1 januari 2017 kontraktsprost för Kustbygdens kontrakt. Björk blev hösten 2006 kyrkoherde i Åtvids pastorat. Från 2014 arbetade hon som kyrkoherde i Södra Tjusts pastorat. Björk blev 1 januari 2017 kontraktsprost för Kustbygdens kontrakt. Hon blev 1 maj 2021 stiftsdirektor för Linköpings stift och efterträder Pether Nordin.